# Diolenius redimiculatus
Diolenius redimiculatus là một loài nhện trong họ Salticidae.
Loài này thuộc chi Diolenius. Diolenius redimiculatus được Gardzińska & Marek Żabka miêu tả năm 2006.